# Aston Martin DBX
L'Aston Martin DBX (nome in codice AM8) è la prima autovettura di tipo SUV prodotta dalla casa automobilistica britannica Aston Martin a partire
dal 2019.

## Descrizione

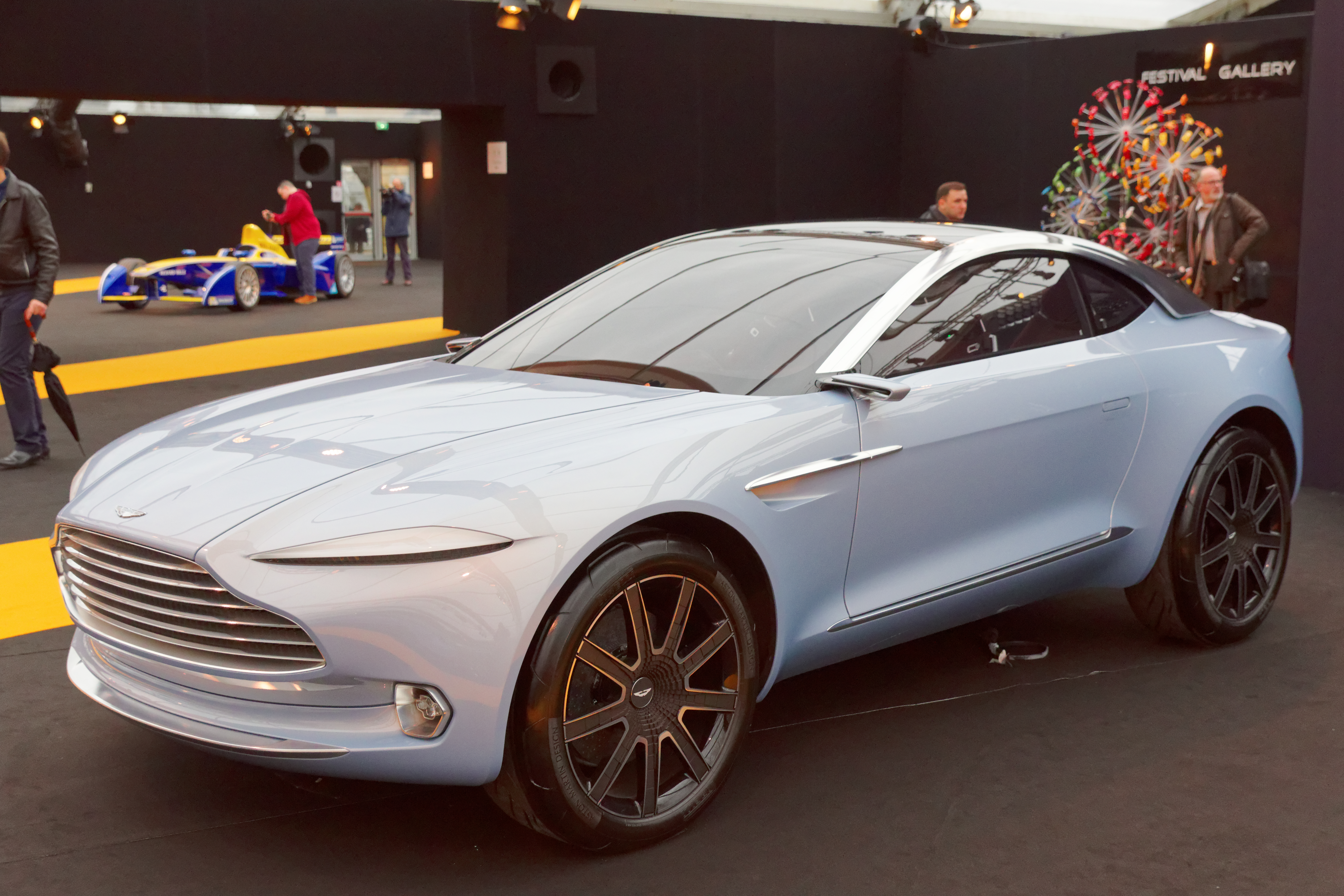
Aston Martin DBX Concept

La vettura è stata anticipata da una concept car presentata al Salone Internazionale dell'Automobile di Ginevra nel 2015. Il concept aveva una carrozzeria a due porte e un telaio in fibra di carbonio; l'alimentazione era affidata a 4 motori elettrici.
Dopo una serie di muletti e uno sviluppo durato quattro anni, è stata presentata ufficialmente il 20 novembre 2019.

### Design
Il veicolo porta in dote varie novità per quanto riguarda i veicoli storicamente costruiti dalla casa di Gaydon; infatti è la prima vettura tipo SUV, a cinque porte e a trazione integrale della casa inglese. Viene prodotta nel nuovo stabilimento a St Athan, nel Galles del Sud.
Il frontale dalla forma bombata e arrotondata, si caratterizza per l'ampia griglia a T rovesciata tipica delle Aston Martin, ma qui è più sviluppata in verticale rispetto agli altri modelli. Sotto la fanaleria principale ci sono due proiettori LED tondeggianti, che al loro interno racchiudo una presa d'aria per i freni.
Le portiere sono senza cornice e il montante centrale è rivestito in vetro nero per alleggerire la fiancata. Posteriormente il vetro, assai inclinato e in stile coupé, termina su un spoiler fisso simile a quello della Vantage. Anche la fanaleria posteriore a sviluppo orizzontale riprende lo stile della Vantage.

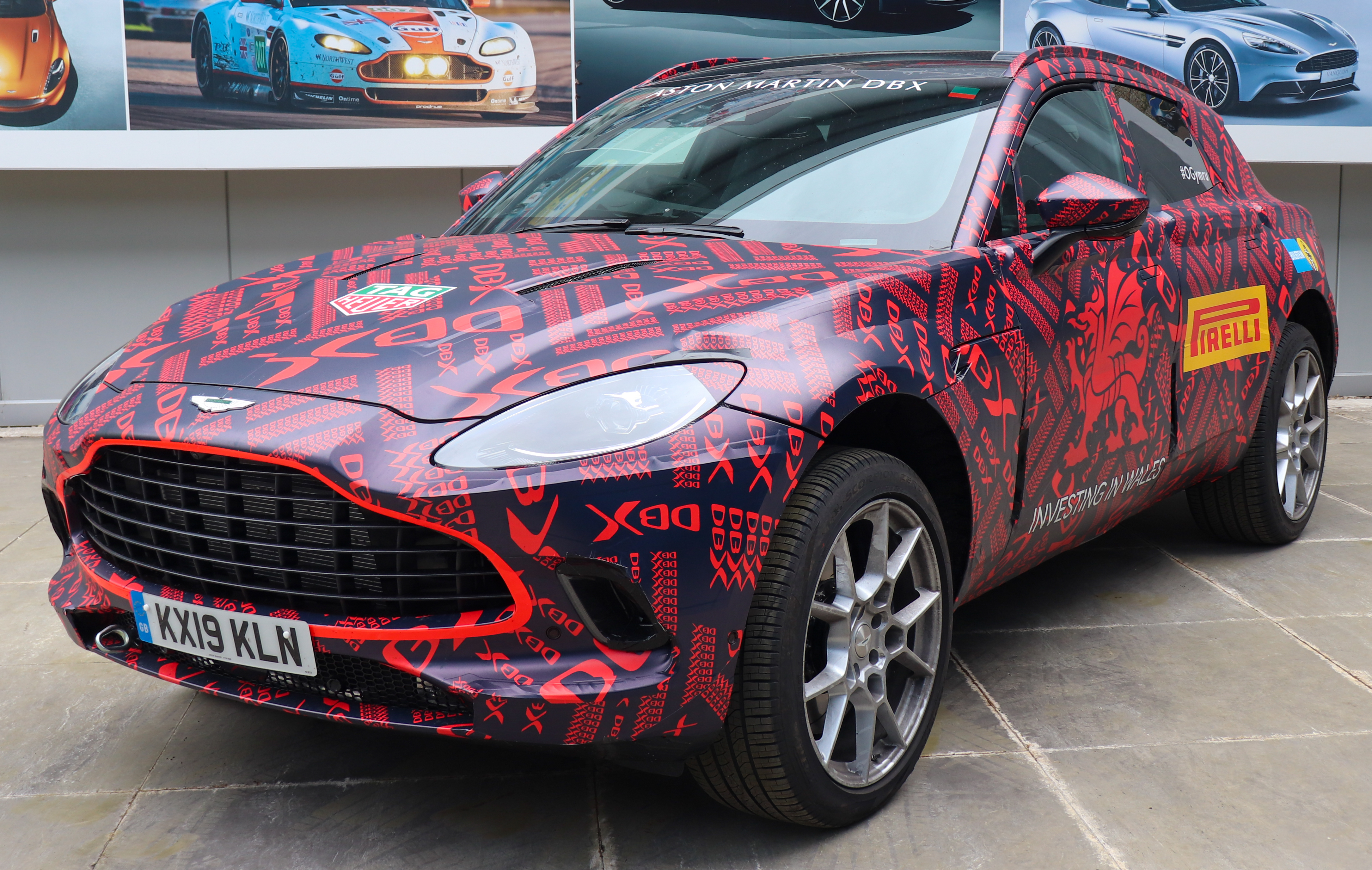
Prototipo di una DBX

Interno si caratterizza per la presenza di due display digitali, uno per il cruscotto da 12,3” e uno touch nella consolle da 10,25”. La capacità del baule dichiarata è di 632 litri con i sedili in uso.

### Specifiche
Sebbene la DBX abbia svariate componenti derivate dalla coupé Vantage, è costruita su una piattaforma dedicata. Il propulsore e il sistema di intrattenimento è derivato dalla Mercedes-Benz; infatti la DBX utilizza il motore Mercedes-AMG M177 da 4.0 litri biturbo con architettura V8 e angolo delle bancate di 90 gradi, che eroga una potenza di 550 CV con una coppia 700 Nm. 

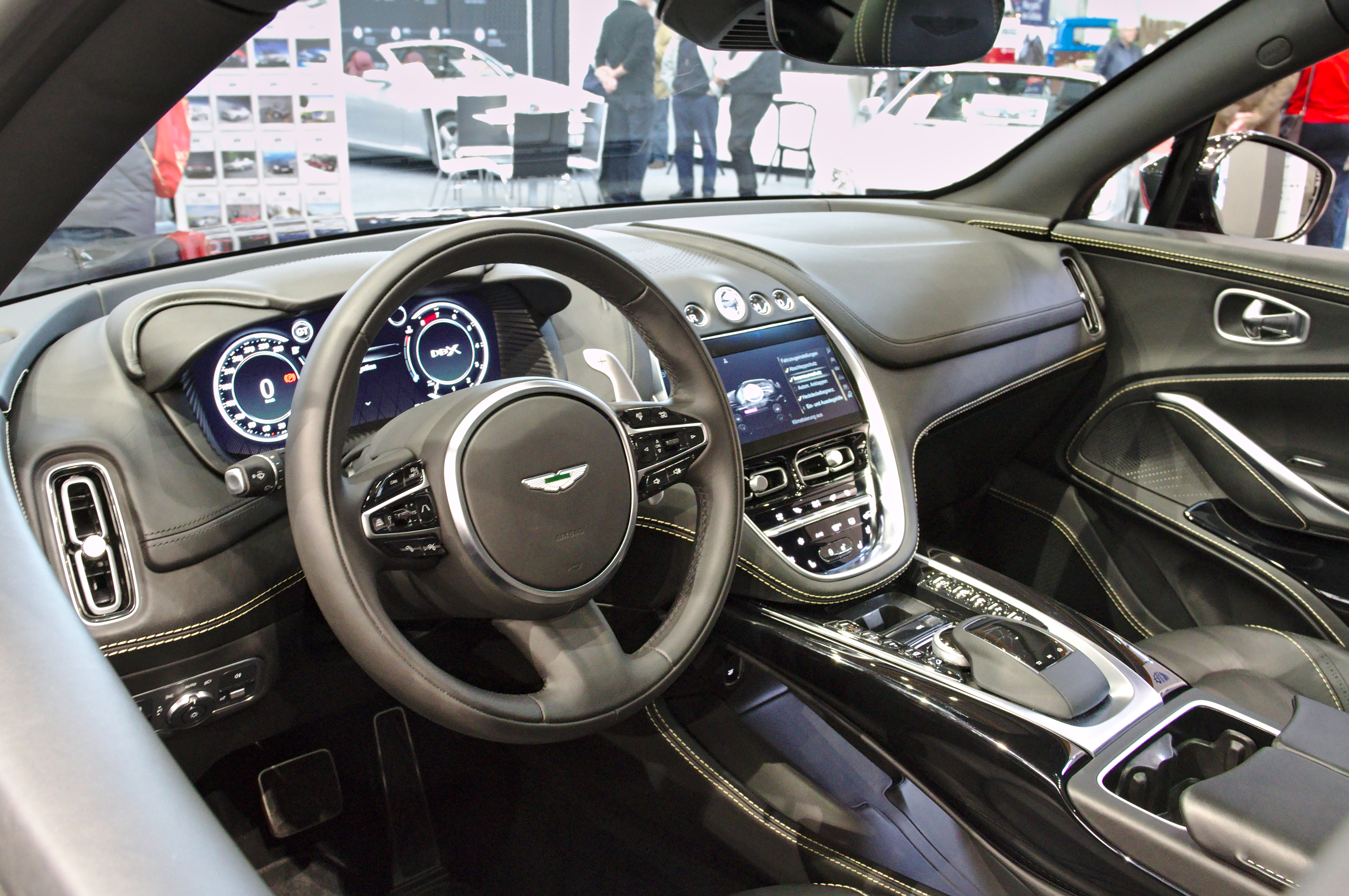
Interni

La DBX è in grado di accelerare da 0 a 100 km/h in 4,5 secondi e di raggiungere una velocità massima di 292 km/h. Il cambio è un automatico a 9 marce prodotto dalla ZF. La vettura inoltre è dotata di un sistema di barre antirollio attive azionate da un motorino elettrico da 48 volt che riduce il rollio del corpo vettura in curva; inoltre si possono selezionare cinque diverse modalità di guida: GT, Sport, Sport Plus, Terrain e Terrain Plus.
La potenza viene scaricata a terra attraverso un sistema di trazione integrale. In condizioni normale il sistema privilegia la trazione posteriore con 100% della coppia scaricata al retrotreno, ma in caso di perdita d'aderenza un differenziale autobloccante centrale ripartisce la coppia sull'assale anteriore quando è necessario, fino a un massimo 47% davanti e 53% dietro. Gli ammortizzatori adattivi sono a controllo elettronico e le molle pneumatiche permettono di regolare l'altezza da terra che può alzarsi di 4,5 cm o abbassarsi fino a 5 cm rispetto a quella standard.

## Evoluzione e versioni
Nel novembre 2021 sulla DBX è stata introdotta una versione con un motore più piccolo sempre di derivazione Mercedes-AMG, ma solo ed esclusivamente per la Cina; si tratta del motore M256, già montato su molte vetture Mercedes come la Mercedes-AMG GLE 53, un 3.0 litri bi-turbo con architettura a 6 cilindri in linea e potenza di 435 CV (320 kW) e 520 Nm di coppia.

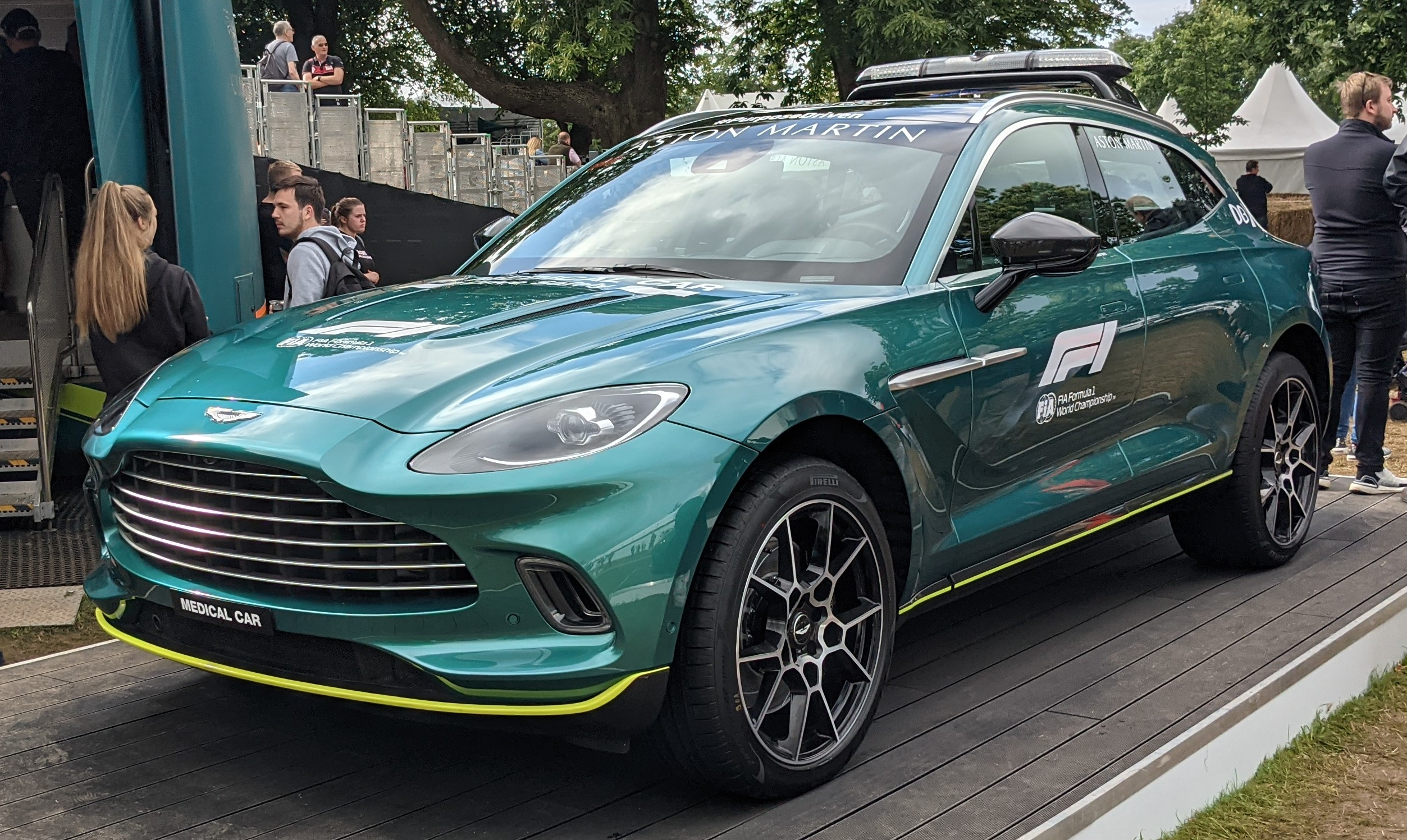
DBX F1 Medical Car

### DBX F1 Medical Car
Nel 2021 l'Aston Martin ha annunciato che la DBX sarebbe diventata la nuova auto medica ufficiale della Formula 1, affiancandosi alla Mercedes C63S AMG SW Medical Car. La DBX Medical Car si caratterizza per una livrea in tinta verde da corsa britannico con accenni di colore giallo.

### DBX707

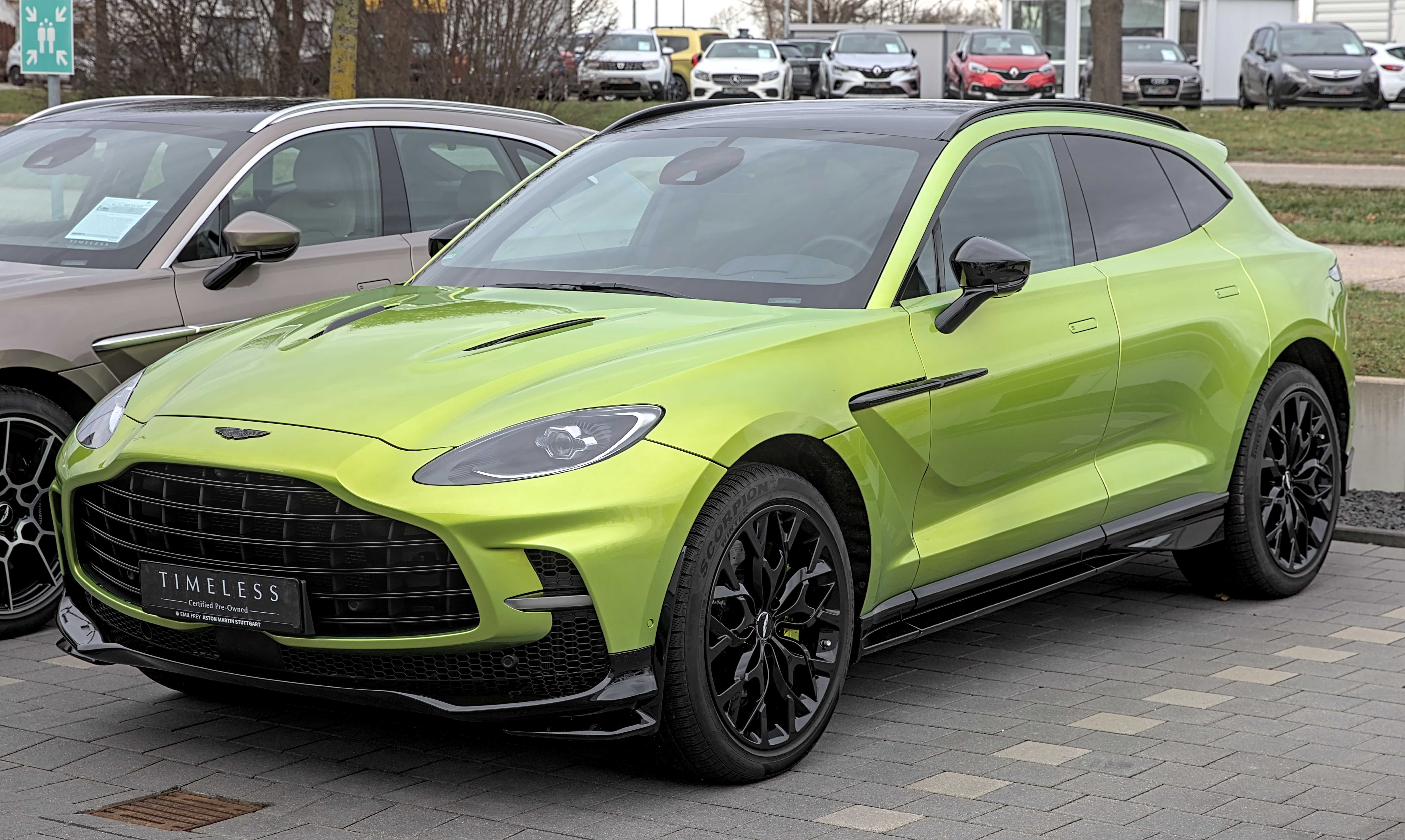
DBX 707

Il 1º febbraio 2022, Aston Martin ha presentato la versione DBX707, che utilizza lo stesso motore V8 biturbo da 4,0 litri della DBX standard, ma in questa versione è stato incrementato di 157 CV, portando la potenza totale a 707 CV. Il motore M177 è stato leggermente modificato dalla Aston Martin montando due nuovi turbocompressori con cuscinetti a sfera, generando una potenza massima di 707 CV e 900 N·m di coppia. 

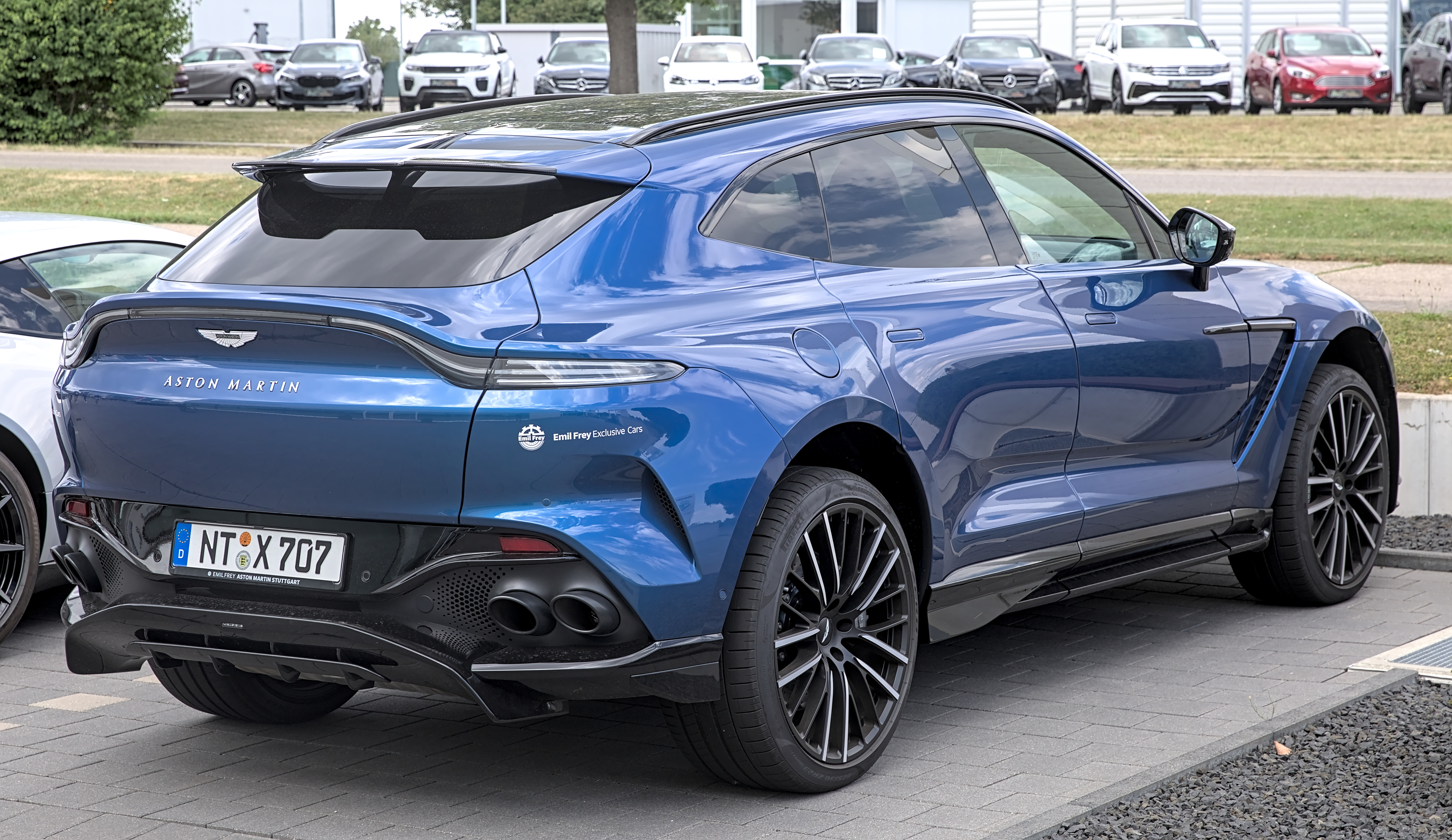
DBX 707

La trasmissione MCT 9G-Tronic di derivazione AMG è stata aggiornata montando le frizione a bagno d'olio e rapporti del cambio modificati. Tutte queste modifiche consentono alla DBX di accelerare da 0 a 97 km/h in 3,1 secondi e di toccare una velocità massima di 310 km/h. Le modifiche hanno interessato anche le sospensioni e lo sterzo. Nella parte posteriore dell'auto c'è uno nuovo spoiler e uno splitter in carbonio, nonché un sistema di scarico a quattro uscite.